# Aéroport de Quảng Trị
L'aéroport de Quảng Trị est un aéroport civil construit dans la commune de Gio Quang, dans l'arrondissement de Gio Linh, province de Quảng Trị, Vietnam. L'aéroport couvre 290 hectares et a une piste de 2200 m x 30m. Il permet l'atterrissage de petits avions comme l'ATR 72,,

## Situation

### Carte des aéroports du Viêtnam
| Vân Đồn (2018) Thọ Xuân Chu Lai Liên Khuong Đà Nẵng Hải Phòng Cat Bi Hanoï Saïgon Nha Trang Phú Quốc Vinh Buôn Ma Thuôt Cà Mau Côn Đảo Đồng Hới Pleiku Phù Cát Phú Bài Rach Gia Nà Sản Đông Tác Vũng Tàu Cần Thơ Diên Biên Phu Quảng Trị |